# Anders Lie
Anders Lie Nielsen, også kendt som Anders Lie, (født 1991) er en dansk elitesvømmer fra Farum, der deltog ved sommer-OL 2012 i holddisciplinen 4×200 m fri og er udtaget til sommer-OL 2016 i holddisciplinen 4x200 meter fri. Lie bor i USA, hvor han svømmer for University of Michigan. Når han deltager i konkurrencer i Danmark, svømmer han for Farum Svømmeklub. Han har været i finalen ved EM for juniorer samt EM i kortbanesvømning. Han begyndte at svømme som tiårig og kom på landsholdet i 2010. I 2008 vandt han DM på langbane i 1500 m fri.